# Montes Rook
I Montes Rook sono una catena montuosa a forma di anello che si trova nel lato occidentale della Luna, e si inoltra nella sua faccia nascosta. Circonda completamente il Mare Orientale, e ne forma parte della superficie d'impatto. Questa struttura a sua volta è circondata dai più grandi Montes Cordillera, che sono separati dai Montes Rook da una piana dalla forma ad anello.
Montes Rook in realtà è una formazione a forma di doppio anello, a volte divisa nel Rook interno e in quello esterno. Sezioni di questo spazio tra le due sottoformazioni contiene grandi vallate ricoperte di lava basaltica, che formano piccoli mari lunari. Una di queste sezioni, situata a nord est, è stata chiamata Lacus Veris.
Le coordinate selenografiche dei Montes Rook sono 20.6° S, 82.5° W, e il diametro è di 791 km. Vennero chiamati in tale modo in onore dell'astronomo inglese Lawrence Rook. Per via della loro posizione, dalla Terra vengono visti ad angolo, e non si possono osservare che pochi dettagli. Comunque una vista parziale della formazione può essere ottenuta proiettando la superficie di un globo. Questa mappa provvisoria fu utilizzata per identificare il punto di impatto nel Mare Orientale.
Svariati crateri presenti nei Montes Rook hanno ottenuto un nome. Vicino al bordo ci sono Nicholson e Pettit. Il cratere Kopff si trova nel bordo interno orientale e Maunder nell'anello interno settentrionale. Crateri minori sono quelli Lallemand a nordest, Shuleykin a sud, e Fryxell ad ovest. Ci sono anche dei crateri non visibili dalla Terra, specialmente durante librazioni, e sono Lowell a nordovest, e Golitsyn a ovest-sudovest.